# Mielină
Mielina reprezintă un strat de fosfolipide, electroizolant, care înconjoară axonii neuronilor. Teaca de mielină, ce acoperă axonul, este prezentă numai la animalele vertebrate. Teaca de mielină este întreruptă la intervale fixe, în locații specifice, care se mai numesc noduri Ranvier, în cinstea savantului care prima dată le-a observat, în anul 1878, Louis Antoine Ranvier.

## Rol
Mielina are rolul de a izola electric fibrele nervoase, prevenind pierderea impulsului electric de către axon, în drumul acestuia (impulsul) de la o celulă nervoasă la alta. Mielina facilitează de asemenea o comunicare bidirecțională între axon și celula glială (Pfeiffer et al., 1993).

## Structura
În sistemul nervos central, teaca de mielină e produsă de oligodendrocite, iar în sistemul nervos periferic de către celulele Schwann. Mielina are o compoziție unică ce constă în 80% lipide și 20% proteine, dintre care mai abundente sunt myelin basic protein (MBP) și proteolipid protein (PLP).

## Pierderea stratului de mielină
Pierderea stratului de mielină poate însemna apariția unor tulburări fiziologice la nivelul sistemului nervos central, putând provoca apariția unor afecțiuni precum scleroza multiplă (scleroza în plăci), având ca urmare modificări senzoriale sau motorii.